# Matsumurella minor
Matsumurella minor är en insektsart som beskrevs av Alexander Fyodorovich Emeljanov 1977. Matsumurella minor ingår i släktet Matsumurella och familjen dvärgstritar. Inga underarter finns listade i Catalogue of Life.